# ロープ比叡駅
ロープ比叡駅（ロープひえいえき）は、京都府京都市左京区にある、京福電気鉄道叡山ロープウェイの駅。路線とともに毎年冬季（12月初旬から3月中旬のうち正月三が日を除く期間、週末の位置により毎年運休期間は多少変化する）は休業する。
隣接して鋼索線（叡山ケーブル）のケーブル比叡駅が設けられている。
『鉄道要覧』および旅客営業規則における正式名称は「ロープウェイ比叡駅」であり、遅くとも2012年ごろまでは旅客案内上も用いられていた。

## 歴史
- 1956年（昭和31年）7月5日：四明駅（しめいえき）として開業。
- 1965年（昭和40年）：ロープウェイ比叡駅へ改称。
- 時期不明：案内上の呼称がロープ比叡駅へ切り替えられる。

## 駅構造
頭端式ホーム1面2線を持つ地上駅で、階段状になっている。

## 駅周辺
南側に鋼索線（叡山ケーブル）のケーブル比叡駅がある。

## 隣の駅
京福電気鉄道
叡山ロープウェイ
ロープ比叡駅 - 比叡山頂駅